# Dżenne
Dżenne (fr. Djenné) – miasto w środkowym Mali, w regionie równiny Macina nad brzegiem rzeki Bani niedaleko jej ujścia do Nigru. Miasto zamieszkuje ok. 14 tys. osób.  Administracyjnie Dżenne należy do regionu Mopti.
Zachował się tu kompleks budynków z cegły suszonej w charakterystycznym dla zachodniego Sahelu stylu architektonicznym. Do najważniejszych budowli należy Wielki Meczet, odbudowany w 1907 roku po zniszczeniu przez Fulan po zajęciu miasta w 1834 roku.

## Historia
Dżenne zostało założone około 300 roku n.e. przez lud Bozo około 1,5 km w górę rzeki Bani od dzisiejszego terenu miasta. Między XI a XIII wiekiem po przejęciu islamu Dżenne przenesiono na jego obecną lokalizację. Nowe, strategiczne położenie miasta w miejscu, które w czasie corocznych wylewów Nigru staje się wyspą, pozwalało mieszkańcom Dżenne skutecznie odpierać ataki średniowiecznego Imperium Mali. Miasta pozostawało niezależne aż do jego zdobycia w 1473 roku przez nowe Imperium Songhaj. Położenie w pobliżu ważnego szlaku wodnego, jakim jest rzeka Niger, sprawiało także, że Dżenne stało się szybko ważnym ośrodkiem handlowym, mogącym równać się z Timbuktu.
Po zniszczeniu imperium Songhajów Dżenne dostało się pod panowanie marokańskiej dynastii Saadytów w 1591 roku. W kolejnych wiekach dostawało się pod panowanie różnych pomniejszych królestw w dorzeczu Nigru, m.in. królestwa ludów Bambara, Tukulerów i Fulanów. Miasto w dalszym ciągu zachowywało jednak swoje znaczenie jako ośrodek handlowy – karawany zmierzały stąd na południe do miast Begho, Bono Manso czy Bonduku. Dopiero po podboju przez Francuzów w 1893 roku rozpoczął się upadek potęgi miasta.
W 1988 roku historyczne centrum Dżenne wpisano na listę światowego dziedzictwa UNESCO.